# فرناندو ألفا
فرناندو ألفا (بالإسبانية: Fernando Alva) هو لاعب كرة قدم ومدرب كرة قدم بيروفي، ولد في 12 أبريل 1947 في ليما في بيرو. شارك مع منتخب بيرو لكرة القدم. أما مع النوادي، فقد لعب مع الجامعي دي بيرو ونادي أونيفرسيداد ناسيونال.